# Lepidochelys kempii
Lepidochelys kempii (tên tiếng Anh: Kemp's ridley sea turtle) là loài rùa biển hiếm nhất và đang cực kỳ nguy cấp. Đây là một trong hai loài sống trong chi Lepidochelys (một trong những khác là L. olivacea, Vích).